# Aloe framesii
Aloe framesii ist eine Pflanzenart der Gattung der Aloen in der Unterfamilie der Affodillgewächse (Asphodeloideae). Das Artepitheton framesii ehrt den südafrikanische Anwalt, Sammler und Sukkulentenzüchter Percival Ross Frames (1863–1947), der die ersten Pflanzen dieser Art sammelte.

## Beschreibung

### Vegetative Merkmale
Aloe framesii wächst mit niederliegenden Stämmen, ist reich verzweigt und bildet dichte Gruppen mit bis zu 20 Rosetten und Durchmessern von bis zu 3 Metern. Die lanzettlich spitz zulaufenden Laubblätter bilden dichte Rosetten. Die trüb graugrüne bis leicht bläulich grüne Blattspreite ist 30 bis 35 Zentimeter lang und 7 bis 8 Zentimeter breit. Auf ihr können weiße Flecken vorhanden sein. Die stechenden, rötlich braunen Zähne am Blattrand sind etwa 3 Millimeter lang und stehen 10 Millimeter voneinander entfernt.

### Blütenstände und Blüten
Der gelegentlich einfache Blütenstand besteht in der Regel aus zwei bis drei Zweigen. Er erreicht eine Länge von bis zu 70 Zentimeter. Die ziemlich dichten, konischen bis zylindrischen, spitz zulaufenden Trauben sind bis zu 25 Zentimeter lang und 10 Zentimeter breit. Die eiförmig-spitzen, rötlichen Brakteen weisen eine Länge von 20 Millimeter auf und sind 9 Millimeter breit. Die trüb scharlachroten Blüten sind manchmal grünlich gespitzt. Sie stehen an 25 bis 30 Millimeter langen Blütenstielen. Die Blüten sind 35 Millimeter lang und an ihrer Basis gerundet. Oberhalb des Fruchtknotens sind sie nicht verengt. Ihre äußeren Perigonblätter sind nicht miteinander verwachsen. Die Staubblätter und der Griffel ragen 5 bis 6 Millimeter aus der Blüte heraus.

### Genetik
Die Chromosomenzahl beträgt {\displaystyle 2n=14}.

## Systematik und Verbreitung
Aloe framesii ist in den südafrikanischen Provinzen Nordkap und Westkap auf sandigen Küstenebenen oder Sandstein verbreitet.
Die Erstbeschreibung durch Harriet Margaret Louisa Bolus wurde 1933 veröffentlicht. Synonyme sind
Aloe amoena Pillans (1933) und Aloe microstigma subsp. framesii (L.Bolus) Glen & D.S.Hardy (2000).

## Nachweise